# Bob Maitland
Robert „Bob “John Maitland (* 31. März 1924 in Birmingham; † 24. August 2010 in Metz) war ein englischer Radrennfahrer.

## Sportliche Laufbahn
Schon als Jugendlicher war Bob Maitland radsportbegeistert, zunächst betätigte er sich als Autogrammsammler, bis er selbst mit dem Fahren anfing. Er wurde Ingenieur, weshalb er im Zweiten Weltkrieg nicht an die Front musste und weiter Radrennen fahren konnte. 1945 und 1946 gewann Maitland die Britische Bergmeisterschaft. 1948 nahm er an den Olympischen Sommerspielen in London teil, wurde Sechster im Straßenrennen, in der Mannschaftswertung errang er mit dem britischen Team die Silbermedaille.
1952 wurde Maitland Britischer Vize-Meister auf der Straße und belegte in der Gesamtwertung der Tour of Britain den dritten Platz. Im Jahr darauf wurde er Britischer Straßenmeister, 1954 wurde er Dritter und 1955 Zweiter. Maitland startete auch bei der Internationalen Friedensfahrt 1953, schied aber aus. Er kehrte noch mehrmals zu dem Rennen als britischer Teamchef zurück.
1952 trat Bob Maitland der „British League of Racing Cyclists“ bei, einer konkurrierenden Organisation zur „National Cyclists' Union“ und wurde deshalb nicht mehr für Olympische Spiele berücksichtigt. 1955 nahm er als Mitglied des britischen Teams an der Tour de France teil. Wegen Streitigkeiten zwischen den Verbänden wurde das Team von Radsport-Journalisten zusammengestellt. Die Briten, denen nicht klar gewesen war, was auf sie zukommen würde und die komplett mit den Anstrengungen überfordert waren, stiegen nach und nach jedoch aus der Tour wieder aus, auch Bob Maitland nach Etappe 9. Nur zwei britische Fahrer erreichten Paris, einer davon als Letzter der Gesamtwertung. Einige Jahre lang betrieb Maitland anschließend ein eigenes Radsport-Team. Er startete 1957 bei den Straßen-Weltmeisterschaften im belgischen Waregem für die britische Nationalmannschaft und belegte Platz 39 im Rennen.
1989 wurde Bob Maitland Straßenweltmeister in der Alterskategorie 65 bis 69. Mit über 70 nahm er noch am Rennen Paris-Brest-Paris teil. Während des Besuches einer Fahrrad-Messe in Frankreich erlitt er 2010 im Alter von 86 Jahren einen Herzinfarkt und starb wenige Tage später in einem Krankenhaus in Metz.